# Radio La Guancha
Radio La Guancha es la radio municipal del Ayuntamiento de La Guancha en el municipio de Tenerife. Se creó en el año 1999 después del empeño del alcalde de entonces. Su frecuencia es 107.2 dentro de la FM y actualmente sigue siendo una radio joven. Tiene muy poca cobertura (zona norte de la isla de Tenerife y sur de La Palma) pero se puede escuchar a través de internet en cualquier parte del mundo.